# Lidija Petrowna Zeraskaja
Lidija Petrowna Zeraskaja, geboren Lidija Petrowna Schelechowa, (russisch Лидия Петровна Цераская, Geburtsname russisch Лидия Петровна Шелехова; * 11. Junijul. / 23. Juni 1855greg. in Astrachan; † 22. Dezember 1931 in Moskau) war eine russische Astronomin.

## Leben
Lidija Petrowna studierte in St. Petersburg in den Pädagogik-Kursen für Frauen und unterrichtete dann von 1875 bis 1916 Französisch an verschiedenen Moskauer Bildungseinrichtungen. 1884 heiratete sie den Astronomen Witold Karlowitsch Zeraski, der seit 1871 im Astronomischen Observatorium der Universität Moskau arbeitete.
1898 begann Zeraskaja zusammen mit ihrem Mann die Suche nach neuen Veränderlichen Sternen. Sie entdeckte 219 Veränderliche Sterne. Dazu gehört auch der RV Tauri-Stern, dessen besonderes Verhalten ihr auffiel. Ihre Fachaufsätze wurden mit W. Zeraski als Autor veröffentlicht, d. h. unter dem Namen ihres Mannes.
Zeraskaja erhielt 1908 den Preis der Russischen Astronomischen Gesellschaft. Ihr Name ist eng mit der Geschichte des Moskauer Observatoriums (seit 1931 Sternberg-Institut für Astronomie) verbunden. Der Venuskrater Tseraskaya trägt ihren Namen.